# Festival d'Opet
La festivitat d'Opet o d'Ipet era la festa religiosa més important de les que es feien a l'antic Egipte. Se celebrava a Tebes cada any al segon més civil segons el calendari lunar. Es va establir durant el regnat de Hatshepsut, la faraona de la dinastia XVIII, tot i que pot provenir d'èpoques anteriors. Durant la dinastia XX va arribar a durar 27 dies. Se celebrava la unió sagrada (hierogàmia) entre Ammon-Ra, el principal déu de l'estat, i la seva esposa Mut, també se solia commemorar la coronació del faraó. El rei hi participava en lloc principal, ja que era una cerimònia d'estat. El treball estava suspès al camp a causa de la crescuda del riu Nil i el poble participava en la processó que començava al temple d'Amon a Karnak i acabava al Gran temple d'Amon de Luxor uns tres quilòmetres més enllà, al sud, la processó passava per l'avinguda de les esfinxs que va d'un temple a l'altre. El faraó escortava la representació d'Amon-Ra i la seva família (que anaven amagats dins d'una barca solar) i al seu costats soldats amb tambors i nubians dansant. Al temple de Luxor es feia una cerimònia. Durant el festival es podien consultar els oracles dels temples. Els temples distribuïen menjar i cervesa als ciutadans que participaven en la cerimònia.